# 愛のオーラ
『愛のオーラ』は、真心ブラザーズの18枚目のシングル。1997年11月21日にKi/oon Sony Recordsから発売された。

## 解説
前作から4か月ぶりに発売された。
アルバム『I will Survive』には、「愛のオーラ」と「Sound of Love」はともにアルバムバージョンで収録された。また、両曲ともシングルバージョンはアルバム未収録となっている。

## 収録曲
1. 愛のオーラ
作詞・作曲：倉持陽一、編曲：桜井秀俊
倉持が吉村由美（PUFFY）に提供した楽曲（「大貫亜美吉村由美」名義のアルバム「solosolo」収録）のセルフカバー。
2. Sound of Love
作詞・作曲：桜井秀俊、編曲：桜井秀俊・HAKASE
3. 愛のオーラ（オリジナル・カラオケ）
4. Sound of Love（オリジナル・カラオケ）